# Fußballnationaltrainer
Ein Fußballnationaltrainer ist der hauptverantwortliche Trainer einer Fußballnationalmannschaft.
In den Mitgliedsverbänden der FIFA hat dieser Funktionär oft eine unterschiedliche Bezeichnung. Er ist zuständig für Training, Taktik und Mannschaftsaufstellung. Durch seine Tätigkeit steht er ständig im Fokus der Öffentlichkeit und trägt somit die größte Verantwortung für das Auftreten des Auswahlteams. In der heutigen Zeit steht dem Nationaltrainer meist ein erfahrenes Team (aus Co-Trainer, Torwarttrainer, Fitnesstrainern, Ärzten, Physio- und Psychotherapeuten) zur Seite.
- Bundestrainer (DFB) (Deutschland)
- ÖFB-Teamchef (Österreich)
- Fussballnationaltrainer (Schweiz)
- Bondscoach (Niederlande)
- Commissario Tecnico (Italien)